# Phare de la pointe Doublé
Le phare de la pointe Doublé est un phare situé sur la pointe Doublé, à l'extrémité est-nord-est de l'île de La Désirade, Guadeloupe.

## Phare actuel
Il se trouve dans une réserve naturelle et maritime gérée par l'ONF. Le phare est une tourelle blanche à triple hélice, avec une lanterne hexagonale rouge, se trouvant près de la station météorologique de La Désirade édifié en 1935-1945 et inscrite au registre des monuments historiques en 2008.
Il a été automatisé en 1972.